# Республика Логон
Респу́блика Лого́н (фр. République de Logone, англ. Republic of Logone), официально Респу́блика Дар Эль Кути́  (фр. République du Dar el Kuti, англ. Republic Dar El Kuti) — частично осуществивший отделение самопровозглашённый автономный регион и протогосударство, международно признанное частью Центральноафриканской Республики. Не имело выхода к морю. Республика была провозглашена независимым мусульманским повстанческим движением «Селека» 14 декабря 2015 года. Название «Дар Эль Кути» было взято от названия султаната, существовавшего на этих территориях в XIX веке. Не была признана ни одной страной мира. Ликвидирована 10 апреля 2021 года.

## История

Территории, приблизительно находящиеся под контролем Народного фронта возрождения ЦАР к 2020 году

В марте 2013 года во время гражданской войны в Центральноафриканской Республике, начавшейся ещё годом ранее, повстанцы мусульманской «Селеки» заставили президента Центральноафриканской Республики Франсуа Бозизе, являвшегося христианином, покинуть его кабинет. Это привело к насилию со стороны членов христианского вооружённого ополчения «Антибалака». ООН ввела военное подразделение MINUSCA (с англ. — «многосторонняя комплексная миссия ООН по стабилизации в Центральноафриканской Республике») и для стабилизации страны запланировала конституционный референдум на 13 декабря 2015 года, а национальные выборы — на 27 декабря. Однако Нуреддин Адам, лидер Народного фронта возрождения Центральноафриканской Республики (FPRC), одного из четырёх мусульманских ополчений «Селеки», воздержался от запланированных выборов. По его мнению, мусульмане и христиане больше не могли жить вместе в одной стране. 14 декабря 2015 года Маулуд Мусса, представитель Нуреддина Адама, провозгласил автономную Республику Логон на северо-востоке страны. Он пояснил, что они хотят прежде всего добиться автономии от Центральноафриканской Республики и, в конечном итоге, абсолютной независимости.
Позднее было объявлено, что название новой республики — «Дар Эль Кути». Название было взято у исторического султаната Дар-эль-Кути. Флаг Республики Дар Эль Кути был поднят уже на следующий день в нескольких деревнях, таких, как Тирингул, Ндифа и Меле. В течение выходных церемония поднятия флага была запланирована в городах Кага-Бандоро, Нделе, Бриа и Бирао. Флаг мятежников, поднятый местной жандармерией, был вскоре снят в городе Нделе миротворцами ООН.
Луиза Ломбард, профессор антропологии Йельского университета, объяснила, что, возможно, провозглашение новой республики было переговорной тактикой предстоящих выборов или методом усиления влияния, и что повстанцы на самом деле не верили, будто реально создать новое государство. Как замечает Н. А. Добронравин:

«Республика Логон (и в чадском, и в центральноафриканском вариантах) не вышла за рамки начального этапа материализации фантомной независимости. Республика Дар-ал-Кути бесспорно дошла до этапа политического шантажа, но ещё не получила массовой поддержки».

10 апреля 2021 года вооружёнными силами Центральноафриканской Республики была взята столица протогосударства — Кага-Бандоро.